# Devotion (Masami Okui)
Devotion è il settimo album studio della cantante giapponese Masami Okui pubblicato il 29 agosto 2001 dalla Starchild. L'album ha raggiunto la trentesima posizione della classifica degli album più venduti in Giappone, vendendo 13 790 copie.

## Tracce
1. Sora ni Kakeru Hashi (空にかける橋)
2. Chou (蝶)
3. Shounen (少年)
4. Jounetsu (情熱)
5. DEPORTATION ~but, never too late~
6. Shuffle
7. Train (トレイン)
8. lotus
9. Ano Hi no Gogo (あの日の午後)
10. I'd love you to touch me
11. Sayonara (さよなら)
12. DEVOTION
13. Megami ni Naritai ~for a yours~ (女神になりたい ～for a yours～)